# Végmártonka
Végmártonka (ukránul: Крайня Мартинка) település Ukrajnában, Kárpátalján, a Huszti járásban.

## Fekvése
Ilosvától északnyugatra, a Borló-Gyil hegység alatt, Kenézpatak, Nagyábránka és Kisábránka közt fekvő település.

## Története
A trianoni békeszerződés előtt Bereg vármegye Felvidéki járásához tartozott. 1910-ben 451 lakosából 47 magyar, 404 ruszin volt. Ebből 439 görögkatolikus, 12 izraelita volt.